# Rhectosemia tumidicosta
Rhectosemia tumidicosta là một loài bướm đêm trong họ Crambidae.